# Jean Claude Sassine
Jean Claude Sassine (* 4. Januar 1971 in Solothurn) ist ein Schweizer Pianist und Komponist.

## Leben
Jean Claude Sassine begann mit 10 Jahren Klavier zu spielen. Nach anfänglich klassischem Klavierunterricht bildete er sich im Selbststudium weiter und trat mit einer Punkband und als Barpianist auf. International bekannt wurde der gebürtige Solothurner, der in enger Abstimmung auf den Punkt improvisiert, durch die Zusammenarbeit mit europäischen Schauspielern, Tänzern, Autoren und Kabarettisten. 1997 folgten erste Tourneen durch Deutschland und die Schweiz. 2002 und 2003 wurden die Bühnenprogramme „Spiegelbild und Schatten“ und „Einsames literarisches Kabarett“ in Asien präsentiert. Im Rahmen dieser Tourneen gab Sassine auch Workshops an Universitäten. Sassine lotet mit seinem Klavierspiel Worttiefen aus, setzt überraschende Akzente und macht Textbilder zu dynamischen Klangerlebnissen. 1999 wurde der Bühnenpianist mit dem „Salzburger Stier“ und 2004 mit dem „Schweizer Kleinkunstpreis“ ausgezeichnet.

## Auszeichnungen
- 1999 Salzburger Stier in Leipzig (zusammen mit Andreas Thiel)[1]
- 2004 Schweizer KleinKunstPreis (zusammen mit Andreas Thiel)[2]

## Bühnenprojekte
- „Herr Thiel und Herr Sassine, einsames literarisches Kabarett“, Regie Paul Weilenmann (Karl’s Kühne Gassenschau)
- „Die Welt ist ein Taschentuch“, mit Andreas Thiel, Pedro Lenz und Samuel Sommer
- „intellekt mich“, mit Andreas Thiel, Pedro Lenz und Samuel Sommer
- „da zwischen“, mit der Tänzerin Karin Minger
- „Spiegelbild und Schatten“. Poetisches Drama in 3 Akten. Regie Paul Weilenmann (Karl’s Kühne Gassenschau)
- „Spielraum“, mit Linaz
- „La Violeta – Das Gemälde“, mit Angelina Gazquez
- „rosEsassine – Fremdgehen für Fortgeschrittene“, mit Melanie S. Rose

## Publikationen
- Lavendeltreppe, CD-Single, Ausschnitt aus dem Programm «Spiegelbild und Schatten», 2003.[3]
- Herr Thiel und Herr Sassine, Einsames literarisches Kabarett